# Logis des Rousson
Le logis des Rousson est un monument situé dans la ville du Puy-en-Velay dans le département de la Haute-Loire.
La porte sur rue (vantaux compris) est inscrite au titre des monuments historiques par arrêté du 26 mars 1934.